# Cabildos de nación
En Cuba, los cabildos africanos o cabildos de nación, o más comúnmente solo cabildos, eran las asociaciones de esclavos negros o negros libertos que se formaron a partir del siglo XVI hasta la práctica independencia de Cuba a finales del siglo XIX y principios del XX. Los cabildos tenían una función religiosa y social. Hoy en día son más conocidos como casas-templo o casas de santo.
A pesar de su mismo nombre, nada tienen que ver con los cabildos coloniales, instituciones que administraban las urbes de las colonias españolas. Además de los cabildos de nación cubanos, se tiene constancia de que en Cartagena de Indias existieron cabildos, y quizá también en otras regiones caribeñas con notable población negra.

## Historia

### Antecedentes
El investigador y periodista cubano Lucas Garve recalca la institución del cabildo de nación como un instrumento de control de la población esclava por parte de las autoridades coloniales. Y esto se puede evidenciar si se buscan los orígenes de los cabildos: «sirvieron como un elemento de segregación y control de las poblaciones de diversas etnias asentadas en Andalucía al sur de España, base de una población con marcadas características pluriétnicas. Se conoce que los cabildos sevillanos que agrupaban a gitanos y otras “razas pobres” ya existían en el siglo XVI» (Garve, 2012).

### Aparición
El primer cabildo del que se tiene constancia en Cuba es el Cabildo de Shangó o Santa Bárbara, surgido en 1568 en La Habana.
Sin embargo, el verdadero auge de los cabildos probablemente tuviera lugar a lo largo del siglo XIX, cuando se importa un mayor número de negros para suplir la mano de obra necesaria para la creciente economía azucarera de la isla. Más particularmente, a partir de la abolición de la esclavitud el 13 de febrero de 1880.

## Función
En los cabildos se practicaban y aunaban todos los cultos traídos por la población negra: la regla de ifá, la religión bantú, la regla conga, el palo mayombe o el palo monte. Se puede afirmar que gracias a los cabildos se han salvaguardado las costumbres africanas hasta nuestros días. Por lo tanto, el cometido de los cabildos es equiparable al de los modernos centros culturales.